# 2-(2H-Benzotriazol-2-yl)-6-(2-phenyl-2-propanyl)-4-(2,4,4-trimethyl-2-pentanyl)phenol
2-(2H-Benzotriazol-2-yl)-6-(2-phenyl-2-propanyl)-4-(2,4,4-trimethyl-2-pentanyl)phenol (UV-928) ist eine chemische Verbindung aus der Klasse der 2-(2-Hydroxyphenyl)-2H-benzotriazole, die als UV-Absorber bzw. Alterungsschutzmittel eingesetzt wird.

## Eigenschaften
UV-928 ist ein weißer bis gelber Feststoff, der löslich in Acetonitril und wenig löslich in Chloroform ist. In aquatischen Nahrungsnetzen weist UV-928 eine Biomagnifikation auf.

## Anwendung
Die Einsatzbereiche umfassen Hochtemperatur-Einbrennlacke für Autos und industrielle Anwendungen, Pulverbeschichtungen, Überdrucklacke sowie Klebstoffe und Dichtungsmittel.
Mittels Kombination von UV-928 und einem Hindered Amine Light Stabilizer kann die Effektivität deutlich gesteigert werden.